# بولتون، انتاریو
بولتون، انتاریو (به انگلیسی: Bolton, Ontario) یک منطقهٔ مسکونی در کانادا است که در کالدون، انتاریو واقع شده‌است. بولتون ۲۵٬۹۵۴ نفر جمعیت دارد.